# Белогорлый пищуховый землелаз
Белогорлый пищуховый землелаз (лат. Upucerthia albigula) — вид воробьиных птиц из семейства печниковых.
Обитают в Южной Америке, на территории Чили и Перу. В этой последней стране размножающуюся популяцию птиц зафиксировали однажды даже в столичной Лиме, что может означать, что ареал простирается дальше на север, чем считалось ранее. Не совершают миграций. Естественной средой обитания являются субтропические и тропические высокогорные кустарники на склонах Анд. Предпочитают высоты от 2500 до 4000 м над уровнем моря.
МСОП присвоил виду охранный статус LC.